# Gabriel Ghanoum
Gabriel N. Ghanoum né au Caire en 1953, est un psychothérapeute d'origine égyptienne exerçant en Floride. Il est aussi prêtre de l'Église grecque-catholique melchite et de 2006 à 2015 administrateur patriarcal de l'éparchie de Notre-Dame-du-Paradis de Mexico des Melchites où il est notamment connu pour son activité d'accompagnateur spirituel des personnes en fin de vie. Il porte depuis 2007 le titre de grand archimandrite du Mexique et des Caraïbes.

## Biographie
Il est diplômé de l'université Ain Shams du Caire, titulaire d'une maîtrise en relations internationales de la Sorbonne, d'une autre en administration commerciale de l'institut technologique autonome de Mexico et d'une troisième en théologie du collège hélénique de l'école grecque orthodoxe de théologie de la Sainte Croix (Hellenic College Holy Cross Greek Orthodox School of Theology (en)) de Brookline (Massachusetts).

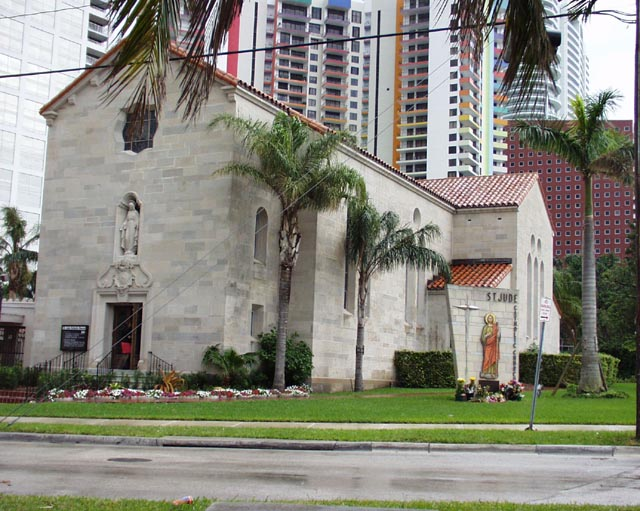
L'église melkite Saint-Jude, dans le quartier des affaires de Brickell à Miami, où Ghanoum officie pendant 11 ans, de 1999 à 2010.

Ghanoum est ordonné prêtre en 1993 et commence sa pratique pastorale en Floride dès l'année suivante. En 1999, il est nommé curé de l'église Saint-Jude de Brickell (en) à Miami, où il officie jusqu'en 2010, année de son transfert à l'église Saint-Nicolas de Delray Beach, dans le comté de Palm Beach,.
Outre son activité pastorale, il met en place divers programmes d'assistance sociale : aide aux nécessiteux et aux sans-abri, collaboration avec l'hôpital pour enfants, et coordination de l'assistance aux enfants victimes d'abus sexuels. Parallèlement, il apporte son soutien à l'Association mexicaine d'aide aux enfants atteints de cancer, ainsi qu'aux sœurs Missionnaires de la Charité de Mère Teresa dans l'archidiocèse de Miami.
Le 31 mai 2006, Gabriel Ghanoum est nommé administrateur patriarcal de l'éparchie du Mexique par le patriarche d'Antioche Grégoire III Laham, en accord avec le cardinal Ignace Moussa Daoud, afin de remplacer rapidement l'administrateur apostolique de cette éparchie, l'archimandrite Antoine Mouhanna, décédé une semaine auparavant. Il restera à ce poste jusqu'au 6 janvier 2015, date à laquelle un nouvel éparque, Nicholas Samra (en), est officiellement nommé par le pape François. Durant son mandat, il participe à Rome, en octobre 2010, au Synode des évêques pour le Moyen-Orient au même titre qu'un éparque titulaire.
En 2011, Ghanoum présente sur la chaîne télévisée catholique américaine ETWN une série d'émissions intitulée : La Iglesia Melquita Católica (« L’Église melkite catholique »).
Durant la vague pandémique de Covid-19 aux États-Unis au printemps 2020, il se distingue par son engagement et la qualité de son assistance aux familles des patients décédés.